# Dzień Republiki w Jugosławii

Herb Jugosławii

Dzień Republiki (ser.-chorw. Dan Republike, Дан Републике) – święto państwowe, które obchodzone było 29 listopada w dawnej Jugosławii. 
Dzień Republiki upamiętniał rocznicę drugiego posiedzenia Antyfaszystowskiej Rady Wyzwolenia Narodowego Jugosławii 29 listopada 1943 roku, kiedy to przedstawiciele partyzanckiego ruchu oporu ustanowili federacyjny ustrój Jugosławii i zgromadzenie ustawodawcze Federacyjnej Ludowej Republiki Jugosławii 29 listopada 1945 roku.
Wraz z rozpadem Jugosławii święto przestało być obchodzone w większości republik dawnej federacji oprócz Serbii. Dzień Republiki pozostał oficjalnym świętem w Federalnej Republice Jugosławii aż do 14 listopada 2002 roku, kiedy został zniesiony decyzją Rady Obywatelskiej Zgromadzenia Federalnego FRJ.